# الملك التنين
الملك التنين، المعروف أيضًا باسم الإله التنين (بالإنجليزية: The Dragon King also the Dragon God)‏، هو إله صيني للمياه والطقس. يعتبر موزع المطر، ويسيطر على جميع المسطحات المائية. إنه التجسيد الجماعي للمفهوم القديم للونغ في الثقافة الصينية.
إلى جانب كونه إلهًا للمياه، فإن الإله التنين كثيرًا ما يخدم أيضًا كإله وصي إقليمي، على غرار توديغونغ "رب الأرض" وهوتو "ملكة الأرض".